# 歌樂美巖石教堂群

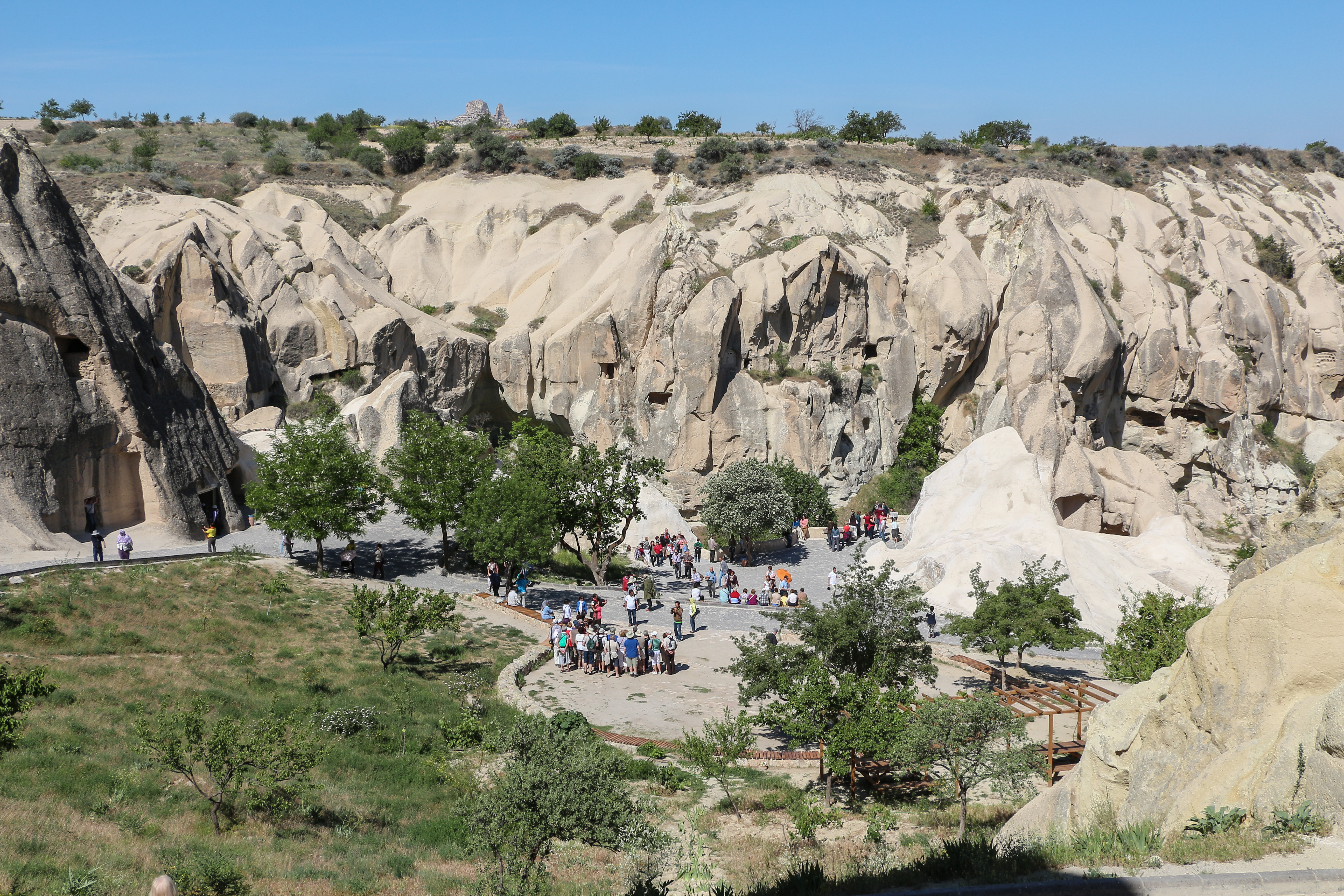
歌樂美露天博物館

歌樂美是一片位於土耳其內夫謝希爾省的區域，大約260萬年前埃爾吉耶斯火山噴發後，火山灰與熔岩在卡帕多奇亞區域形成覆蓋面積約20,000平方公里的軟巖。其中質地更軟的巖石被數世紀風水所侵蝕，於立柱頂端形成硬蓋岩，演變為今日所見如同童話般的煙囪式地貌。當年居於卡帕多奇亞中心區域的人們意識到這種軟巖可以被輕易雕鑿成房屋、敎堂或修道院，因此那裡遺留下大量聖像破壞運動之後的拜占庭壁畫藝術，這些壁畫顯示了那個時代獨特的藝術成就。
自公元4世紀開始，一些小型的獨修團體出現於這片區域，他們是該撒利亞的巴西流的教導的追隨者，他們在軟巖上開鑿洞窟用於隱修生活。在聖像破壞運動時期（725-842），人們盡可能的減少這些聖所內的藝術裝飾，通常只描繪有簡單的十字架（不帶耶穌受難像）。聖像破壞運動結束後，新的敎堂陸續在軟巖上開鑿出來，並配以色彩繽紛的豐盛壁畫裝飾。1923年的希臘土耳其人口互換時，居於此區域的卡帕多奇亞希臘裔被驅逐出土耳其，這些巖石敎堂也隨之廢棄。但由於地區偏遠隱蔽，且在當時只有那批被驅逐的希臘裔知道如何找到敎堂，因此敎堂羣得以倖存。

## 基督論環帶式壁畫
帶釦敎堂（Tokalı Kilise，「帶釦」意為「腰帶釦」）之舊堂內的一組描繪基督論的環帶式壁畫（Christological cycle）尤為精緻華美，這組壁畫繪於聖殿走廊上方的桶狀循環式穹頂，穹頂兩邊各繪32幅描述基督生平故事的壁畫，比如有聖嬰題材、耶穌的神蹟、耶穌受難等。由於地處卡帕多奇亞區域的半封閉狀態，帶釦敎堂的這組基督生平壁畫並非依照正典福音書繪製，而是根據《雅各福音書》，此區域的其他石窟敎堂壁畫也是這種情況。

## 圖庫

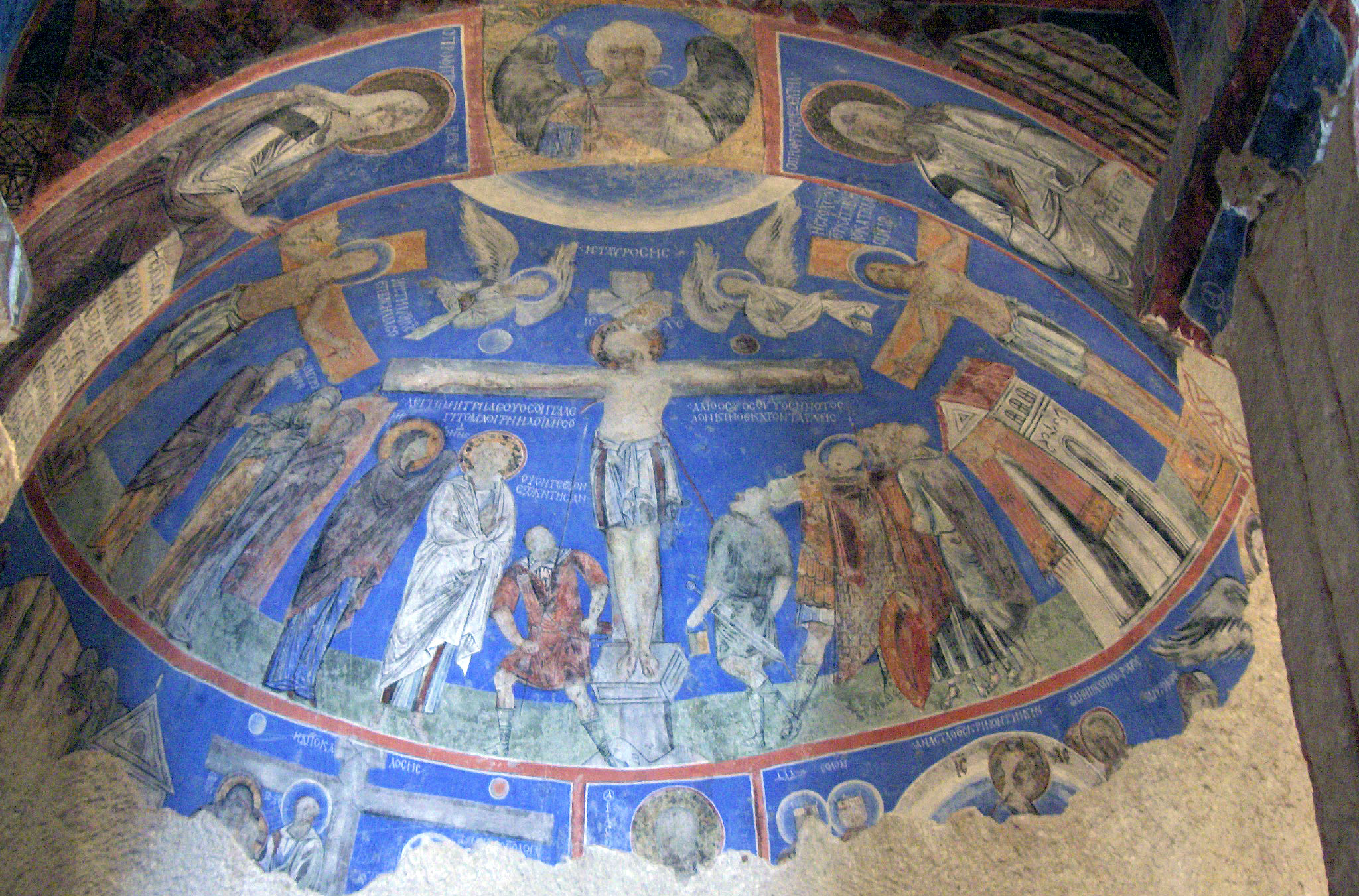
帶釦敎堂 (Tokalı Kilise) 內的耶穌受難天頂畫
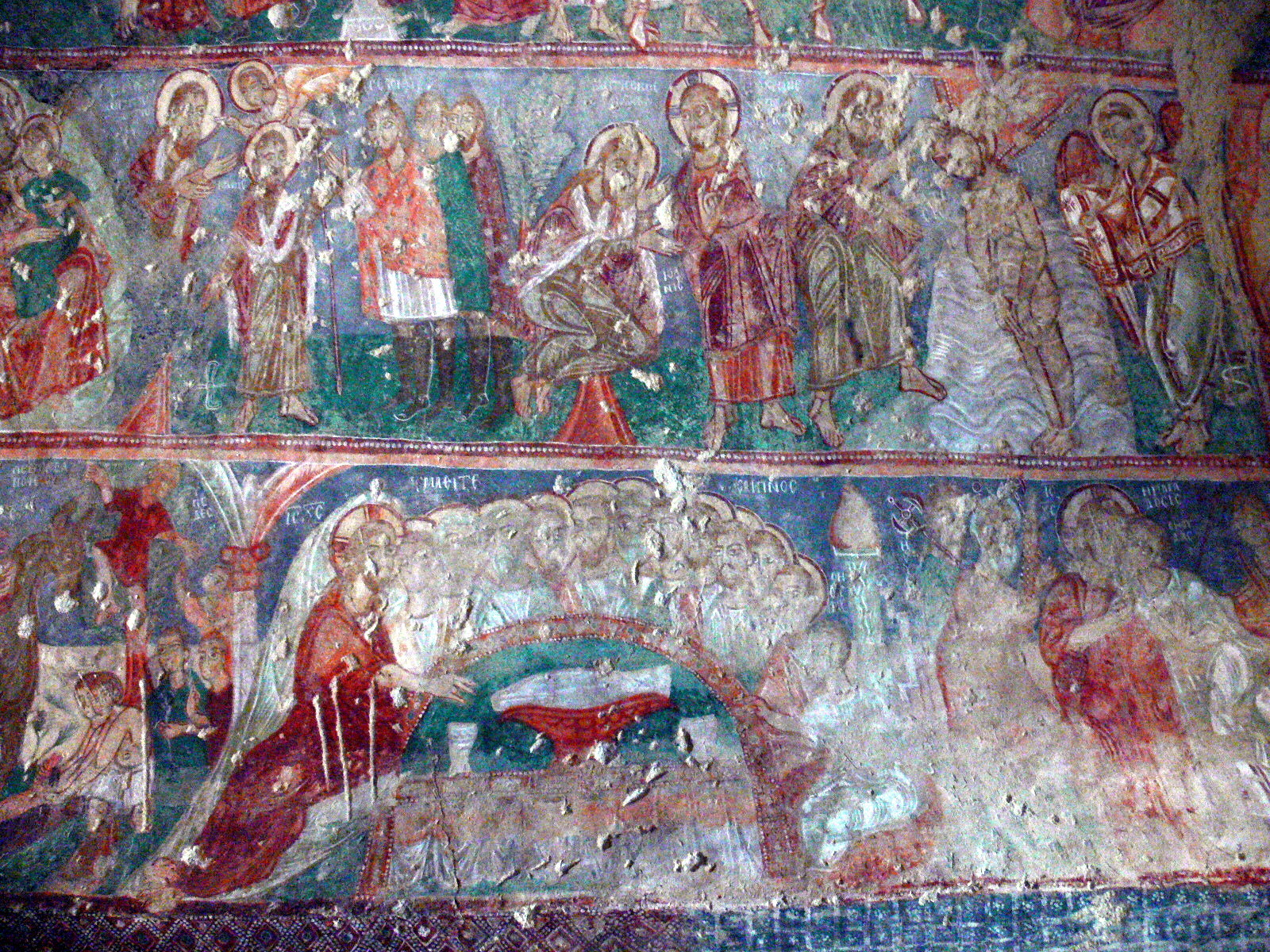
帶釦敎堂之舊堂內的最後的晚餐壁畫
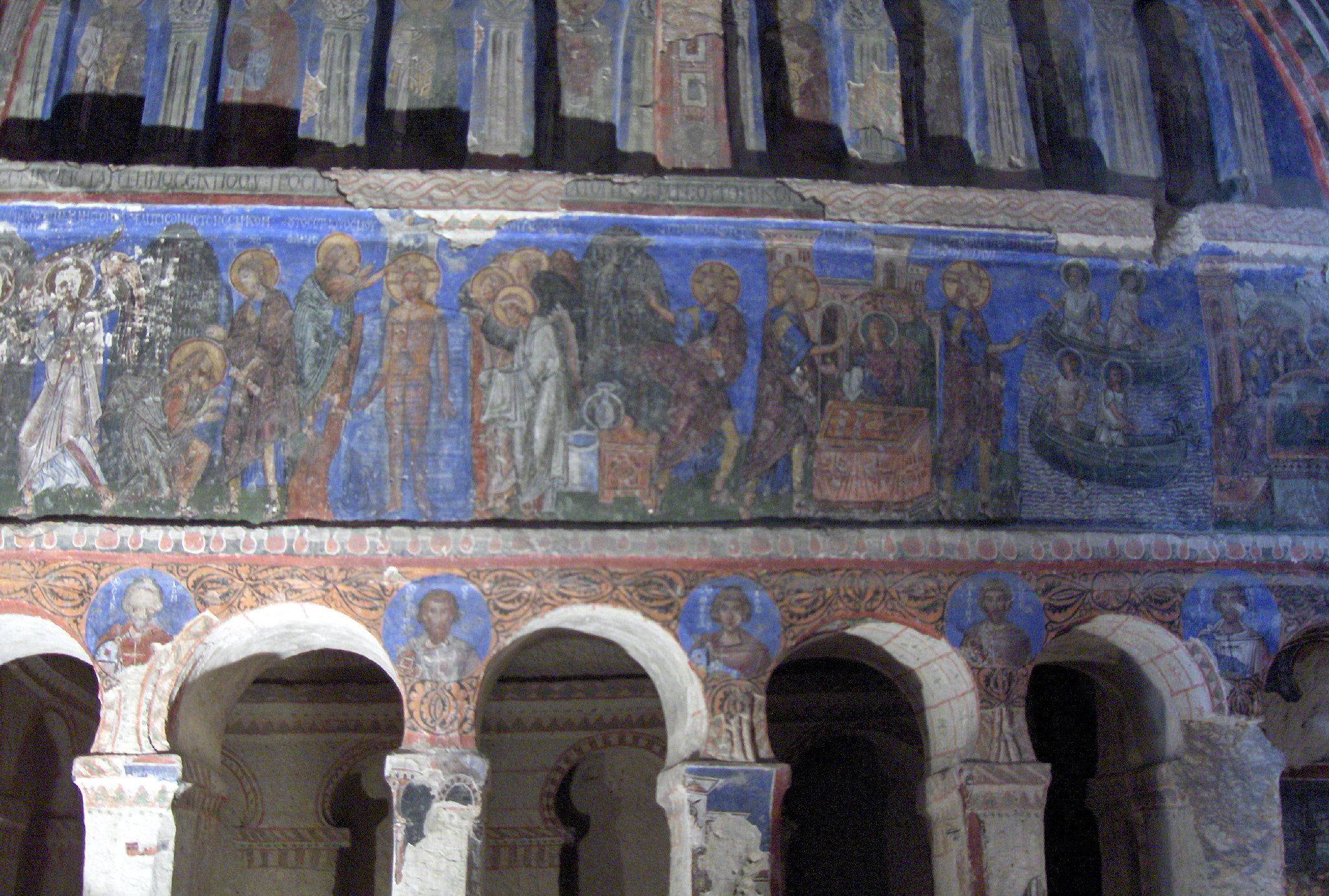
帶釦敎堂之新堂內描述基督論的環帶式壁畫 (Christological cycle)
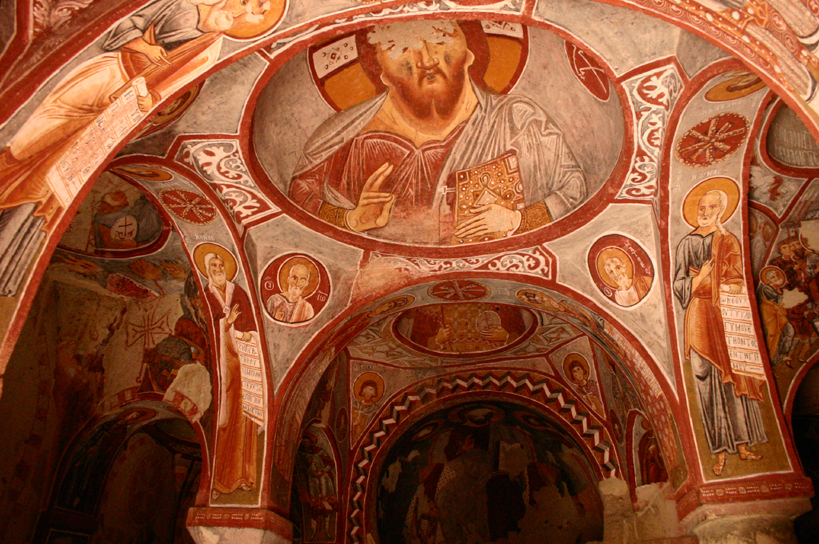
蘋果敎堂 (Elmalı Kilise) 內的巖石禮拜堂
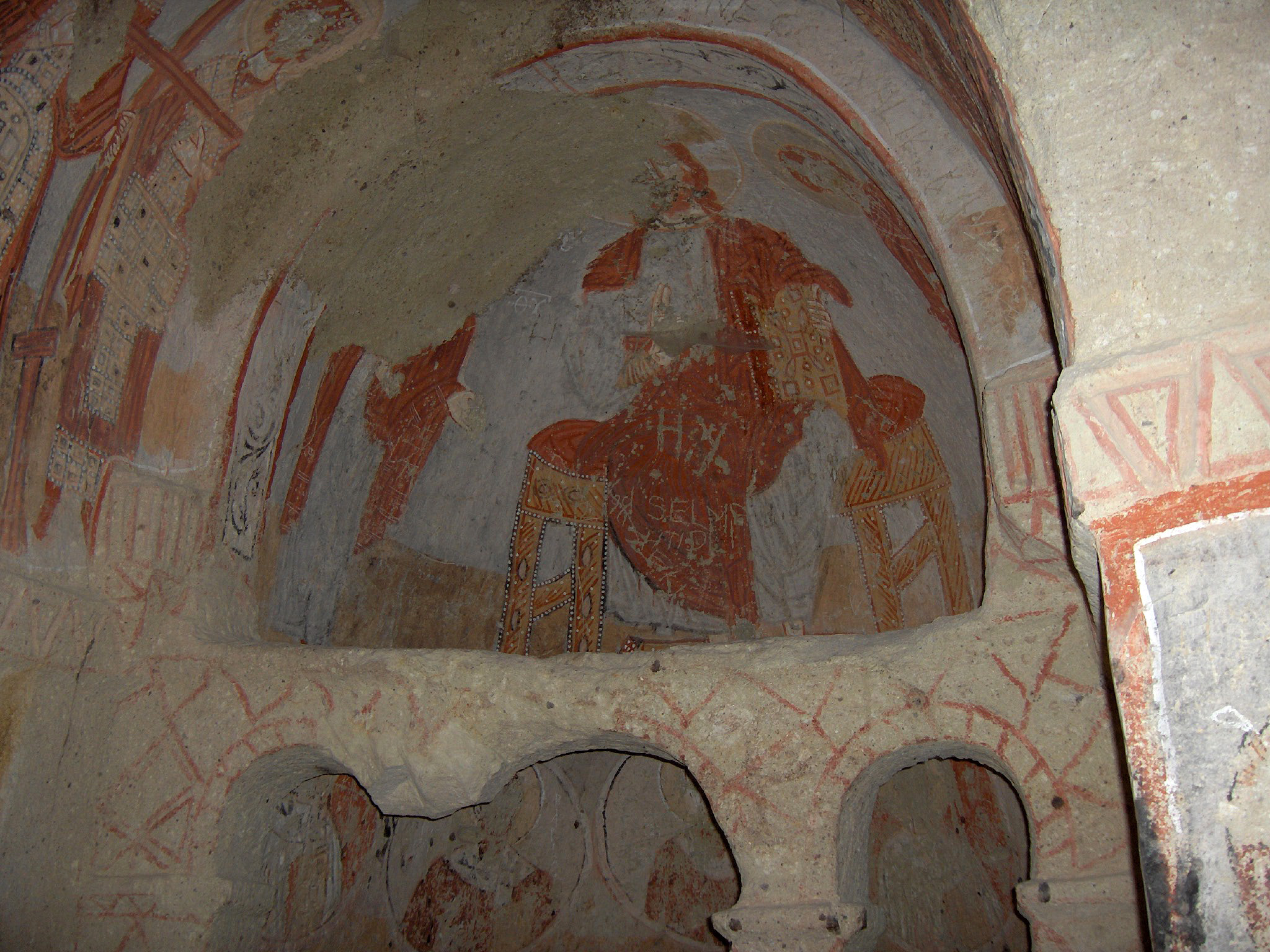
聖白芭蕾敎堂 (Azize Barbara Kilisesi) 內的基督普世君王像（英语：Christ Pantocrator）壁畫
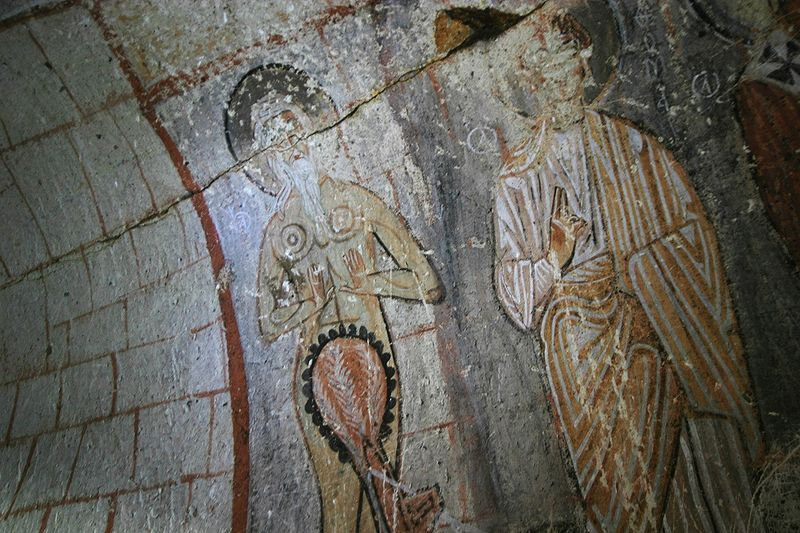
屠蛇敎堂 (Yılanlı Kilise) 內的欧诺菲力乌斯壁畫 (左)
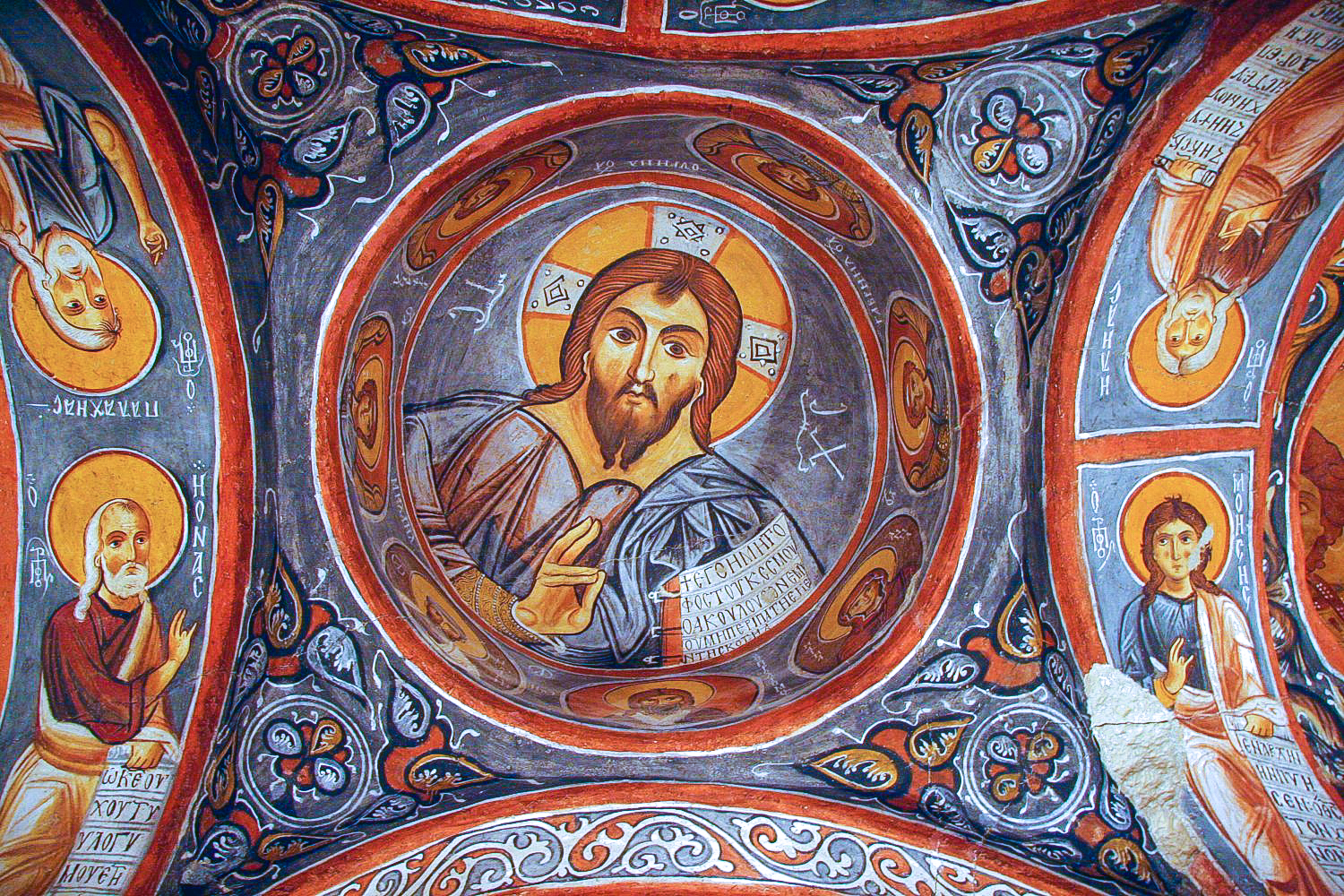
暗黑敎堂 (Karanlık Kilise) 天頂畫基督普世君王像（英语：Christ Pantocrator）
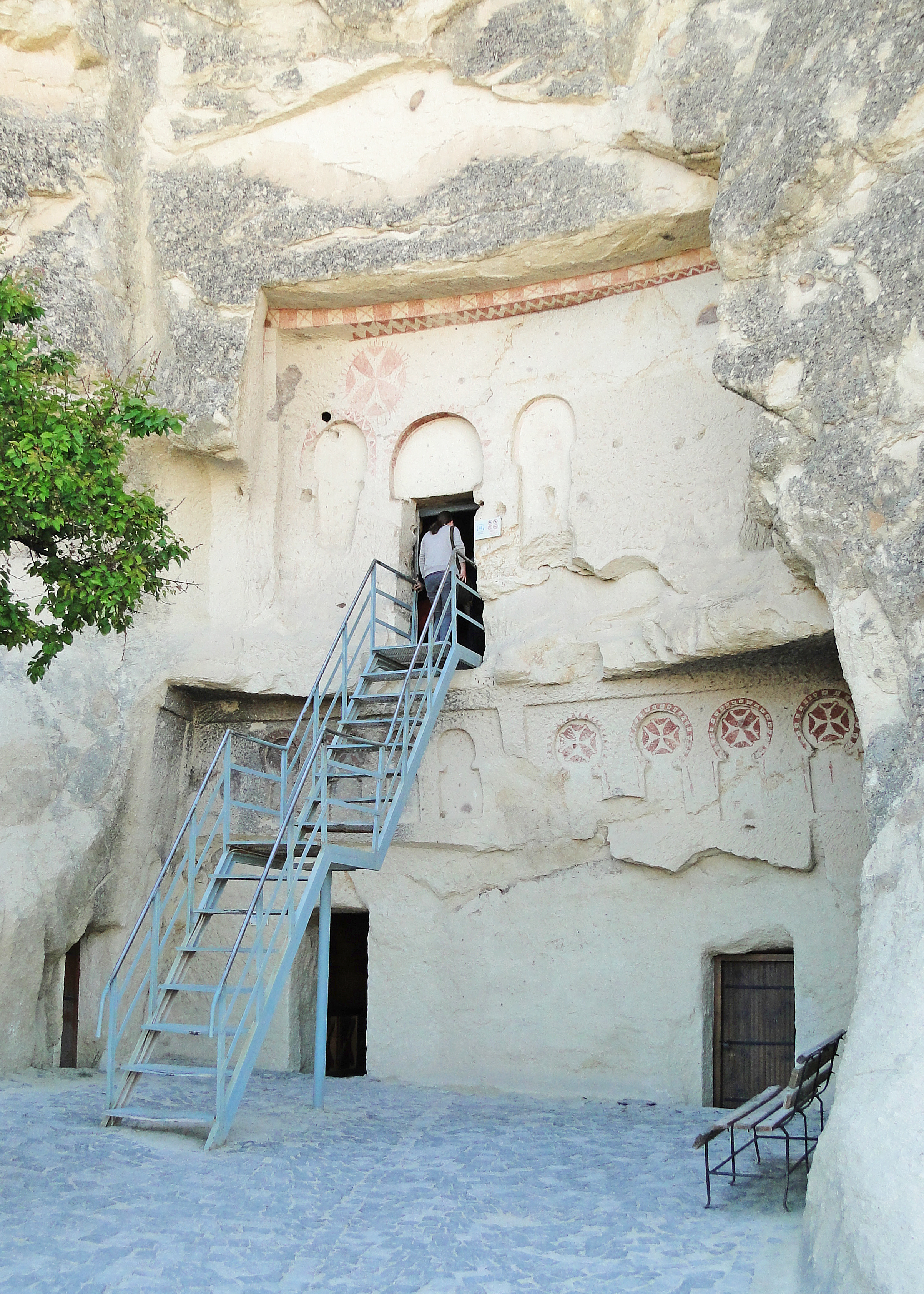
涼鞋敎堂 (Çarıklı Kilise)

## 外部連結
- Talking about the frescoes of Keslik Churches and Monastery （页面存档备份，存于） （英文）